# Прато ди Сопра (Лука)
Прато ди Сопра је насеље у Италији у округу Лука, региону Тоскана.
Према процени из 2011. у насељу је живело 21 становника. Насеље се налази на надморској висини од 236 м.